# Rachel Corrie Foundation for Peace and Justice
Rachel Corrie Foundation for Peace and Justice är en amerikansk organisation för mänskliga rättigheter i Olympia, Washington, som grundades för att främja gräsrotsrörelse som arbetar för mänskliga rättigheter, fred och social, ekonomisk och miljömässig rättvisa i Rachel Corries anda. Organisationen grundades av Corries föräldrar 2003 och har utmärkt sig i frågor som rör situationen i Palestina.